# 8 април
8 април е 98-ият ден в годината според григорианския календар (99-и през високосна). Остават 267 дни до края на годината.

## Събития
- 217 г. – Римският император Каракала е убит от преторианския префект Макрин, който го наследява на трона.
- 1195 г. – Византийският император Исак II Ангел е ослепен и хвърлен в затвора.
- 1378 г. – Урбан VI е избран за римски папа.
- 1455 г. – Каликст III е избран за римски папа.

- 1820 г. – На остров Милос в Егейско море е открита статуята Венера Милоска.
- 1838 г. – Започва да функционира първата трансатлантическа параходна линия.
- 1893 г. – Княз Фердинанд I сключва брак с принцеса Мария-Луиза Бурбон-Пармска в Пианоре, Италия, учреден е възпоменателен медал по този повод (Пианорски медал).
- 1899 г. – Марта Плейс става първата жена, екзекутирана на електрически стол.
- 1904 г. – Longacre Square в центъра на Манхатън е преименуван на Times Square на името на The New York Times.
- 1904 г. – Обединеното кралство и Трета република подписват Сърдечното съглашение, поставящо началото на Антантата.
- 1939 г. – Фашистка Италия анексира Албания.
- 1940 г. – Втората световна война: Великобритания и Франция обявяват, че са минирали териториалните води на Норвегия, за да предотвратят използването им от кораби на Нацистка Германия.
- 1941 г. – В Галички хан в Скопие дейци на ВМРО обсъждат обявяването на самостоятелна Македония под немски протекторат.
- 1942 г. – Втора световна война: По време на обсадата на Ленинград войските на СССР пускат в експлоатация железопътната връзка с Ленинград.
- 1949 г. – В Хърватия е обявен националния парк Плитвишки езера.
- 1961 г. – В Индийския океан арабски терористи взривяват английския кораб Дара, при което загиват 236 души.
- 1973 г. – В Кипър са извършени 32 бомбени терористични акта.
- 1990 г. – По време на курс между Норвегия и Дания се преобръща фериботът Скандинавиан стар, при което загиват 148 души.
- 1992 г. – По предложение на Романо юнион ООН и Европейския съюз обявяват 8 април за Международен ден на ромите.
- 1994 г. – Открито е тялото на Кърт Кобейн – вокалист на Нирвана, самоубил се в дома си три дни по-рано.
- 2001 г. – Оповестени са резултатите от официалното преброяване в България (7 799 000 души).
- 2001 г. – Бившият български цар Симеон Сакскобургготски учредява ПП Национално движение „Симеон Втори“.
- 2005 г. – Състои се погребалната церемония на папа Йоан Павел II.

## Родени
- 1605 г. – Филип IV, крал на Испания и Португалия († 1665 г.)
- 1692 г. – Джузепе Тартини, италиански цигулар, композитор († 1770 г.)
- 1695 г. – Йохан Кристиан Гюнтер, немски поет († 1723 г.)
- 1736 г. – Уилям Хотъм, британски адмирал († 1813 г.)
- 1818 г. – Кристиан IX, крал на Дания († 1906 г.)
- 1859 г. – Едмунд Хусерл, немски философ от еврейски произход († 1938 г.)
- 1859 г. – Теодор Теодоров, български политик († 1924 г.)
- 1870 г. – Анастас Лозанчев, български революционер († 1944 г.)
- 1875 г. – Албер I, крал на Белгия († 1934 г.)
- 1892 г. – Мери Пикфорд, американска актриса († 1979 г.)
- 1897 г. – Макс Рихнер, швейцарски писател († 1965 г.)
- 1904 г. – Джон Хикс, британски икономист, Нобелов лауреат през 1972 г. († 1989 г.)
- 1911 г. – Емил Чоран, румънски философ († 1995 г.)
- 1911 г. – Мелвин Калвин, американски биохимик, Нобелов лауреат през 1961 г. († 1997 г.)
- 1912 г. – Йозеф Габчик, чехословашки войник († 1942 г.)
- 1914 г. – Мария Феликс, мексиканска актриса († 2002 г.)
- 1918 г. – Бети Форд, първа дама на САЩ (1974 – 1977) († 2011 г.)
- 1921 г. – Франко Корели, италиански тенор († 2003 г.)
- 1929 г. – Жак Брел, белгийски певец († 1978 г.)
- 1933 г. – Тадеуш Василевски, полски историк († 2005 г.)
- 1936 г. – Продан Гарджев, български борец († 2003 г.)
- 1937 г. – Момо Капор, сръбски писател († 2010 г.)
- 1938 г. – Кофи Анан, 7-и генерален секретар на ООН, Нобелов лауреат през 2001 г. († 2018 г.)
- 1941 г. – Вивиан Уестууд, британска модна дизайнерка († 2022 г.)
- 1941 г. – Илка Зафирова, българска актриса
- 1944 г. – Кристоф Хайн, немски писател
- 1947 г. – Робърт Кийосаки, американски инвеститор
- 1950 г. – Гжегож Лато, полски футболист
- 1950 г. – Красимир Борисов, български футболист
- 1952 г. – Йълдъз Ибрахимова, българска певица
- 1955 г. – Анжела Минкова, българска художничка и скулпторка
- 1957 г. – Андреа Ипсиланти, немски политик
- 1959 г. – Иван Ценов, български политик
- 1962 г. – Изи Страдлин, американски китарист (Guns N' Roses)
- 1963 г. – Джулиън Ленън, британски певец
- 1965 г. – Цветан Цветанов, български политик и бивш министър на вътрешните работи
- 1966 г. – Марк Блъндел, британски пилот от Формула 1
- 1966 г. – Робин Райт, американска актриса
- 1966 г. – Ивета Бартошова, чешка певица († 2014 г.)
- 1968 г. – Патриша Аркет, американска актриса
- 1969 г. – Мария Капон, български политик
- 1972 г. – Пол Грей, басист на американската неометъл група Слипнот († 2010 г.)
- 1974 г. – Найден Тодоров, български диригент
- 1977 г. – Йоана Буковска, българска актриса
- 1980 г. – Кейти Секоф, американска актриса
- 1986 г. – Игор Акинфеев, руски футболист

## Починали
- 217 г. – Каракала, римски император (* 186 г.)
- 1143 г. – Йоан II Комнин, император на Византия (* 1087 г.)
- 1364 г. – Жан II, френски крал (* 1319 г.)
- 1461 г. – Георг Пурбах, германски математик (* 1423 г.)
- 1835 г. – Вилхелм фон Хумболт, германски филолог (* 1767 г.)
- 1848 г. – Гаетано Доницети, италиански композитор (* 1797 г.)
- 1861 г. – Илайша Грейвс Отис, американски изобретател (* 1811 г.)
- 1887 г. – Иван Ганецки, руски офицер (* 1810 г.)
- 1895 г. – Аврам Гуджев, български военен деец (* 1851 г.)
- 1905 г. – Асен Партениев, български революционер (* 1876 г.)
- 1905 г. – Йосиф Щросмайер, хърватски епископ (* 1815 г.)
- 1909 г. – Дико Джелебов, български революционер (* 1874 г.)
- 1914 г. – Якоб Арбес, чешки писател (* 1840 г.)
- 1931 г. – Ерик Аксел Карлфелт, шведски поет, Нобелов лауреат (* 1864 г.)
- 1938 г. – Джордж Маунтбатън, втори маркиз на Милфорд Хейвън (* 1892 г.)
- 1943 г. – Хари Бор, френски актьор (* 1880 г.)
- 1950 г. – Вацлав Нижински, руски балетист (* 1890 г.)
- 1965 г. – Иван Тодоров-Горуня, български генерал (* 1916 г.)
- 1970 г. – Бенчо Обрешков, български художник (* 1899 г.)
- 1973 г. – Пабло Пикасо, испански художник (* 1881 г.)
- 1984 г. – Пьотър Капица, руски физик, Нобелов лауреат през 1978 г. (* 1894 г.)
- 1992 г. – Даниел Бове, италиански фармоколог, Нобелов лауреат през 1957 г. (* 1907 г.)
- 1995 г. – Давид Овадия, български поет (* 1923 г.)
- 2001 г. – Яко Молхов, български критик (* 1915 г.)
- 2002 г. – Мария Феликс, мексиканска актриса (* 1914 г.)
- 2009 г. – Борислав Боянов, български математик (* 1944 г.)
- 2013 г. – Маргарет Тачър, британски политик (* 1925 г.)
- 2019 г. – Матьо Добрев, български кавалджия и педагог (* 1957 г.)

## Празници
- ООН и ЕС – Международен ден на ромите
- Международен ден против генетичното модицифиране на организми
- Беларус и Русия – Ден на личния състав на военните комисари
- САЩ – Ден на астрономията
- Сингапур – Рожден ден на Буда